# Cars (film)
Cars is een Amerikaanse computeranimatiefilm uit 2006, onder regie van John Lasseter en Joe Ranft. Het is de zevende van de Pixar/Disney-films, en de laatste film van Pixar voordat deze door Disney gekocht werd.
Stemmen in de film worden onder andere gedaan door Owen Wilson, Paul Newman (zijn laatste niet-documentaire-rol), Bonnie Hunt, Cheech Marin, Jenifer Lewis, Tony Shalhoub, John Ratzenberger, George Carlin, Larry the Cable Guy en Michael Keaton.

## Verhaal
De film speelt zich af in een wereld die geheel bevolkt wordt door levende auto’s en andere voertuigen. Centraal staat de rode racewagen Bliksem McQueen, die alleen lijkt te leven voor het winnen van wedstrijden en het verkrijgen van roem. Bij aanvang van de film neemt hij deel aan de laatste race van de Piston Cup stock car race, waarin hij het onder andere opneemt tegen veteraan Strip "The King" Weathers en Chick Hicks, een racer die regelmatig valsspeelt door zijn tegenstanders van het circuit te duwen. De race eindigt echter op een gelijke stand, waardoor er nog een beslissende wedstrijd moet gereden worden. Deze vindt plaats over een week in Los Angeles. Na de wedstrijd besluit hij meteen daarheen te vertrekken. Hij geeft zijn chauffeur, de trailer Mack, de opdracht de hele nacht door te rijden.
Mack wordt al snel moe en wordt bovendien speelbal van een groep straatracers, die hem in slaap brengen met muziek. Hierdoor valt een beker op de knop van de laaddeur en al slapend rolt McQueen uit de truck. Wanneer McQueen wakker wordt, bevindt hij zich op onbekend terrein. Zijn poging Mack terug te vinden brengt hem naar het gezellige Radiator Springs. Hier vernielt hij per ongeluk de hoofdweg. Als straf moet hij van de rechter, Doc Hudson, de weg eigenhandig repareren.
McQueen probeert het werk af te raffelen om zo snel mogelijk naar Los Angeles te kunnen, en moet derhalve steeds opnieuw beginnen. Terwijl de dagen verstrijken, leert hij de dorpelingen wat beter kennen. Hij wordt vooral vrienden met de takelwagen Takel (Engels "Mater") en de Porsche Sally. Tijdens zijn verblijf leert hij dat Radiator Springs ooit een favoriete stopplaats was langs de Route 66, maar sinds de opening van interstate 40 vergeten is geraakt. McQueen ontdekt ook dat Doc in werkelijkheid een voormalig drievoudig Piston Cup kampioen is, die na een ongeluk 50 jaar geleden met racen moest stoppen en door iedereen aan de kant werd gezet.
Aangemoedigd door zijn nieuwe vrienden weet McQueen de weg eindelijk te herstellen. Hij blijft nog een dagje in de stad om zich voor te bereiden op de race. Hij probeert hierbij zelfs de stad nieuw leven in te blazen. Die nacht arriveren Mack en een hoop journalisten in de stad, nadat Doc ze heeft verteld over McQueen’s verblijfplaats. McQueen vertrekt, zij het met tegenzin, uit Radiator Springs en vervolgt zijn reis naar Californië. De dorpelingen zien McQueen niet graag gaan daar hij eindelijk wat leven in de brouwerij bracht, en Doc beseft zijn fout om Mack erbij te halen.
Wanneer de dag van de race aanbreekt, is McQueen nog altijd met zijn gedachten bij Radiator Springs. Derhalve presteert hij de eerste ronden niet op zijn best in de race. Wanneer hij ziet dat Doc en de dorpelingen naar de race zijn gekomen, zet hij alles op alles. Tijdens de race wordt The King door Chick van de weg geduwd en komt zwaar beschadigd langs de kant terecht. McQueen stopt met de race om The King te helpen, waardoor Chick wint. McQueen duwt The King terug op de weg en over de finishlijn, zodat hij de race tenminste nog uitgereden heeft. Door zijn daad wordt McQueen ingehaald als de echte winnaar, terwijl Chick nauwelijks aandacht krijgt van de pers.
McQueen keert naderhand terug naar Radiator Springs, en besluit deze stad tot zijn uitvalsbasis te maken voor toekomstige wedstrijden.

## Rolverdeling
| Personage                       | Originele Amerikaanse stemmen | Nederlandse stemmen      | Vlaamse stemmen        |
| ------------------------------- | ----------------------------- | ------------------------ | ---------------------- |
| Lightning (Bliksem) McQueen     | Owen Wilson                   | Hans Somers              | Tom Van Landuyt        |
| Doc Hudson                      | Paul Newman                   | Wim van Rooij            | Herbert Flack          |
| Sally Carrera                   | Bonnie Hunt                   | Frédérique Huydts        | Veerle Dobbelaere      |
| Mater (Takel)                   | Larry the Cable Guy           | Frits Lambrechts         | Urbanus                |
| Ramone                          | Cheech Marin                  | Jörgen Raymann           | Axl Peleman            |
| Luigi                           | Tony Shalhoub                 | Laus Steenbeeke          | Mark Uytterhoeven      |
| Guido                           | Guido Quaroni                 | Danilo de Girolamo       | Danilo de Girolamo     |
| Flo                             | Jenifer Lewis                 | Jetty Mathurin           | Mitta Van der Maat     |
| Sarge (Sergeant)                | Paul Dooley                   | Hero Muller              | Karel Deruwe           |
| Chick Hicks                     | Michael Keaton                | Jan Nonhof               | Vic De Wachter         |
| Fillmore                        | George Carlin                 | Ad Visser                | Luc De Vos             |
| Bob Cutlas (Cullas)             | Bob Costas                    | Jeroen van Inkel         | Erwin Deckers          |
| Lizzie                          | Katherine Helmond             | Doris Baaten             | Jenny Tanghe           |
| Dusty (Klink)                   | Ray Magliozzi                 | Edo Brunner              | Günther Lesage         |
| Rusty (Klank)                   | Tom Magliozzi                 | Jeroen van Koningsbrugge | Marc Peeters           |
| Strip Weathers (The King)       | Richard Petty                 | Filip Bolluyt            | Marc Peeters           |
| Lynda Weathers (Mevr. The King) | Lynda Petty                   | Anneke Beukman           | Anne Mie Gils          |
| Mack                            | John Ratzenberger             | Pim Koopman              | Peter Van De Velde     |
| Peterbilt                       | Joe Ranft                     | Frans Limburg            | Peter Van De Velde     |
| Sheriff                         | Michael Wallis                | Peter Bolhuis            | Tuur De Weert          |
| Darrel (Darrell) Cartrip        | Darrell Waltrip               | Edwin Evers              | Sven Ornelis           |
| Ferrari                         | Michael Schumacher            | Huub Dikstaal            | Jean-Pierre Van Rossem |
| Herv (Harv)                     | Jeremy Piven                  | Rogier Komproe           | Günther Lesage         |
| Red                             | Joe Ranft                     | Luis Daniel Ramírez      | Luis Daniel Ramirez    |
| Boost                           | Jonas Rivera                  | Frans Frederiks          | Marc Van Eeghem        |
| Wingo                           | Adrian Ochoa                  | Frans Frederiks          | Sam Verhoeven          |
| Snot Rod/Snot Rod               | Lou Romano                    | Bart Zeilstra            | Günther Lesage         |
| DJ                              | EJ Holowicki                  | Bart Zeilstra            | Ludo Hoogmartens       |
| Meneer Van                      | Richard Kind                  | Fred Butter              | Warre Borgmans         |
| Mevrouw Minny                   | Edie McClurg                  | Beatrijs Sluijter        | Vicky Florus           |
| Tex Dinoco                      | Humpy Wheeler                 | Frans Limburg            | Warre Borgmans         |
| Fred                            | Andrew Stanton                | Huub Dikstaal            | Warre Borgmans         |
| Jay Limo                        | Jay Leno                      | Huub Dikstaal            | Warre Borgmans         |
| Junior                          | Dale Earnhardt jr.            | Sander van der Poel      | Sam Verhoeven          |
| Mario Andretti                  | Mario Andretti                | Dennis Kivit             | Sam Verhoeven          |
| Tia                             | Elissa Knight                 | Lizemijn Libgott         | Ann De Winne           |
| Mia                             | Lindsey Collins               | Lizemijn Libgott         | Ann Van Den Broeck     |
| Kori Turbowitz                  | Sarah Clark                   | Cyrille Carreon          | Anne Mie Gils          |
| Overige stemmen                 |                               | Ruud Drupsteen           | David Verbeeck         |
|                                 |                               | Murth Mossel             |                        |
|                                 |                               | Eva Poppink              |                        |
|                                 |                               | Job Schuring             |                        |
|                                 |                               | Robert Hilhorst          |                        |
|                                 |                               | Jonas Leopold            |                        |
|                                 |                               | Bert Marskamp            |                        |
|                                 |                               | Bart Bosch               |                        |
|                                 |                               | Bertine van Voorst       |                        |
|                                 |                               | Léon Wiedijk             |                        |
|                                 |                               | Barry Worsteling         |                        |
| Chuki                           | Sonoko Konishi                | Hikari Yono              | Hikari Yono            |

## Achtergrond

### Productie
Cars is de laatste film waar Joe Ranft aan meewerkte. Hij stierf in 2005 bij een auto-ongeluk. De film was de tweede die aan hem werd opgedragen, na Corpse Bride.
Het originele scenario voor de film droeg de titel The Yellow Car, en draaide om een elektrische auto die zich moest zien te redden in een wereld waar benzine-auto’s nog de overhand hebben. Dit scenario werd reeds geschreven in 1998. De film zou gemaakt worden na Een luizenleven, maar werd verder naar achter geschoven om plaats te maken voor Toy Story 2. Toen de productie weer werd opgepakt, werd het scenario drastisch aangepast naar zijn huidige vorm. John Lasseter kwam volgens eigen zeggen op het uiteindelijke idee voor de film tijdens een autotocht met zijn vrouw en vijf zonen in 2000.
In 2001 droeg de film nog de werktitel Route 66, maar in 2002 werd dit veranderd om te voorkomen dat mensen zouden gaan denken dat de film gebaseerd was op de tv-serie Route 66.
Voor de animatie werden veel auto’s bestudeerd door de tekenaars. In tegenstelling tot bij traditionele antropomorfe auto’s, besloot men de ogen op de voorruit te plaatsen in plaats van de koplampen. Dit om de film te onderscheiden van eerdere werken met levende auto’s, en om de hele auto te kunnen gebruiken bij het vormgeven van een gezicht.

### Uitgave
Cars zou oorspronkelijk uitkomen op 4 november 2005, maar dat werd later aangepast naar 9 juni 2006. Volgens velen was dit een teken dat Pixar het einde van zijn contract met Disney af wilde wachten.
Cars werd positief ontvangen door critici, hoewel volgens sommigen van hen de film niet kon tippen aan de standaarden van eerdere Pixarfilms, met name na het succes van The Incredibles.
De film bracht wereldwijd $461.983.149 op.

### Filmmuziek
De filmmuziek werd uitgebracht door Walt Disney Records, en telt 20 nummers. De meeste hiervan zijn gezongen door Randy Newman:
1. "Real Gone"
2. "Route 66"
3. "Life Is a Highway"
4. "Behind the Clouds"
5. "Our Town"
6. "Sh-Boom"
7. "Route 66"
8. "Find Yourself"
9. "Opening Race"
10. "McQueen's Lost"
11. "My Heart Would Know"
12. "Bessie"
13. "Dirt Is Different"
14. "New Road"
15. "Tractor Tipping"
16. "McQueen & Sally"
17. "Goodbye"
18. "Pre-Race Pageantry"
19. "The Piston Cup"
20. "The Big Race"

### Vervolgen
- De serie bracht een grote merchandising met zich mee, vooral voor kinderen.[bron?]
- In 2008 verscheen een korte animatieserie getiteld Cars Toons.
- In 2011 heeft de film een vervolg gekregen: Cars 2.
  - Samen met de lancering van Cars 2 op blu-ray en dvd werd een minifilm Air Mater uitgebracht.
- In 2013 kreeg de filmserie een eerste spin-off film: Planes.
  - Een jaar later kreeg de spin-off film een vervolg: Planes: Fire & Rescue.
- In 2017 kreeg de film een tweede vervolg: Cars 3.
- In 2022 kreeg de filmserie een serie op Disney+: Cars on the Road.

## Prijzen en nominaties
| Jaar | Award                                              | Categorie                                                                                         | Genomineerd(en) | Status      |
| ---- | -------------------------------------------------- | ------------------------------------------------------------------------------------------------- | --- | ----------- |
| 2006 | Golden Trailer Awards                              | Beste animatie-/familiefilm                                                                       | | Genomineerd |
| 2006 | Golden Trailer Awards                              | Beste voice-over                                                                                  | | Genomineerd |
| 2006 | Hollywood Film Festival                            | Best Animation of the Year                                                                        | John Lasseter | Gewonnen    |
| 2006 | National Board of Review                           | Best Animated Feature                                                                             | | Gewonnen    |
| 2006 | Satellite Awards                                   | Best Motion Picture, Animated or Mixed Media                                                      | | Genomineerd |
| 2006 | Satellite Awards                                   | Beste jeugd-dvd                                                                                   | | Genomineerd |
| 2006 | Southeastern Film Critics Association              | Beste animatiefilm                                                                                | | Gewonnen    |
| 2006 | World Soundtrack Awards                            | Best originele lied voor een film (voor het lied "Our Town")                                      | Randy Newman | Gewonnen    |
| 2006 | World Soundtrack Awards                            | Best originele lied voor een film (voor het lied "Our Town")                                      | James Taylor | Gewonnen    |
| 2007 | Academy Awards                                     | Beste toekomstige animatiefilm                                                                    | John Lasseter | Genomineerd |
| 2007 | Academy Awards                                     | Beste muziek, origineel lied (voor het lied "Our Town")                                           | Randy Newman | Genomineerd |
| 2007 | Academy of Science Fiction, Fantasy & Horror Films | Beste animatiefilm                                                                                | | Gewonnen    |
| 2007 | Annie Awards                                       | Beste animatie-effecten                                                                           | Keith Klohn | Genomineerd |
| 2007 | Annie Awards                                       | Beste animatie-effecten                                                                           | Erdem Hamsi Taylan | Genomineerd |
| 2007 | Annie Awards                                       | Best Animated Feature                                                                             | | Gewonnen    |
| 2007 | Annie Awards                                       | Beste karakter in een toekomstige animatiefilm                                                    | Carlos Baena | Genomineerd |
| 2007 | Annie Awards                                       | Beste karakter in een toekomstige animatiefilm                                                    | Bobby Podesta | Genomineerd |
| 2007 | Annie Awards                                       | Best Directing in an Animated Feature Production                                                  | John Lasseter | Genomineerd |
| 2007 | Annie Awards                                       | Beste muziek in een toekomstige animatiefilm                                                      | Randy Newman | Gewonnen    |
| 2007 | Annie Awards                                       | Best Production Design in an Animated Feature Production                                          | William Cone | Genomineerd |
| 2007 | Annie Awards                                       | Beste script in een toekomstige animatiefilm                                                      | Dan Fogelman | Genomineerd |
| 2007 | Austin Film Critics Association                    | Beste animatiefilm                                                                                | | Gewonnen    |
| 2007 | BAFTA Awards                                       | Beste toekomstige animatiefilm                                                                    | John Lasseter | Genomineerd |
| 2007 | Broadcast Film Critics Association Awards          | Best Animated Feature                                                                             | | Genomineerd |
| 2007 | Broadcast Film Critics Association Awards          | Beste soundtrack                                                                                  | | Genomineerd |
| 2007 | Central Ohio Film Critics Association              | Beste animatiefilm                                                                                | | Gewonnen    |
| 2007 | Golden Globes                                      | Beste animatiefilm                                                                                | | Gewonnen    |
| 2007 | Grammy Awards                                      | Best Song Written for Motion Picture, Television or Other Visual Media (voor het lied "Our Town") | Randy Newman | Gewonnen    |
| 2007 | Grammy Awards                                      | Best Compilation Soundtrack Album for Motion Picture, Television or Other Visual Media            | Chris Montan | Genomineerd |
| 2007 | Randy Newman                                       | Best Compilation Soundtrack Album for Motion Picture, Television or Other Visual Media            | | Genomineerd |
| 2007 | Kids' Choice Awards                                | Favoriete animatiefilm                                                                            | | Genomineerd |
| 2007 | Motion Picture Sound Editors                       | Best Sound Editing Sound Effects, Foley, Dialogue and ADR for Feature Film Animation              | Tom Myers Michael Silvers Jonathan Null Bruno Coon Teresa Eckton hannon Mills Dee Selby Steve Slanec Christopher Barrick Jana Vance Dennie Thorpe Ellen Heuer | Gewonnen    |
| 2007 | Online Film Critics Society                        | Beste animatie                                                                                    | | Genomineerd |
| 2007 | PGA Awards                                         | Motion Picture Producer of the Year, Animated Motion Picture                                      | Darla K. Anderson | Gewonnen    |
| 2007 | People's Choice Awards                             | Favoriete familiefilm                                                                             | | Gewonnen    |
| 2007 | People's Choice Awards                             | Favoriete film                                                                                    | | Genomineerd |
| 2007 | People's Choice Awards                             | Favoriet lied uit een film (voor het lied "Life Is a Highway")                                    | Gary LeVox | Gewonnen    |
| 2007 | People's Choice Awards                             | Favoriet lied uit een film (voor het lied "Life Is a Highway")                                    | Jay DeMarcus | Gewonnen    |
| 2007 | People's Choice Awards                             | Favoriet lied uit een film (voor het lied "Life Is a Highway")                                    | JoeDon Rooney | Gewonnen    |
| 2007 | People's Choice Awards                             | Favorite Song from a Movie (voor het lied "Real Gone")                                            | Sheryl Crow | Genomineerd |
| 2007 | Satellite Awards                                   | Beste jeugd-dvd (tweede nominatie)                                                                | | Genomineerd |
| 2007 | Visual Effects Society Awards                      | Outstanding Animated Character in an Animated Motion Picture (for the character, "Mater")         | Larry the Cable Guy, Michael Krummhoefener, Tom Sanocki & Nancy Kato                                                                                          | Gewonnen    |

## Trivia
- Op een snelwegbord staat een bord met "Andy's House", een referentie naar het kind uit de Pixar film Toy Story.
- Tijdens de weg waar Lightning McQueen uit de truck rijdt zie je een elektriciteitsdraad waar een aantal vogels op zit. Dit is een verwijzing naar Pixars korte film voor Toy Story 2.
- Op een gegeven moment komt er een rivier in beeld, waar, als je goed kijkt, de letters CARS in staan.
- In de film is veelvuldig het bandenmerk Lightyear te zien, dit is tegelijk een parodie op bandenfabrikant Goodyear en een verwijzing naar Buzz Lightyear uit Toy Story
- De racerij in CARS is voor het grootste deel gebaseerd op het in Amerika razend populaire NASCAR racen. De baan van Bristol stond model voor de superspeedway in de film. Ook vele karakters uit de NASCAR wereld zien we terug in de film. Zo zien we de #8 van Dale Earnhardt jr. en ook de King is een verwijzing naar Richard Petty, die in dezelfde #43 wagen ook zo wordt genoemd. Ook de tv reporters hebben verwijzingen naar de echte namen zoals die van Darrell Waltrip, in de film Darrel Cartrip.
- De hoofdsponsor van de Piston Cup, Dinoco, kwam al eerder voor in het eerste deel van Toy Story. Het tankstation waar Andy's moeder tankt, heet ook Dinoco.